# Service D
Le Service D était un petit groupe de résistance exerçant ses activités dans les provinces de Liège, Limbourg et Luxembourg. Il est fondé en juillet 1940 à Liège par Joseph Joset. À partir de 1941, il se spécialise dans la subtilisation des lettres de dénonciation grâce à des agents des PTT, et l’avertissement aux personnes menacées. Il s’efforçait aussi d’identifier les délateurs. Il a pratiqué des sabotages via notamment son groupe armé, l’Équipe Z.

## Reconnaissance
Le Service D sera reconnu officiellement comme mouvement de résistance armée le 23 février 1961.

## Sources
- [PDF] www.ihoes.be